# Resolutie 1499 Veiligheidsraad Verenigde Naties
Resolutie 1499 van de Veiligheidsraad van de Verenigde Naties werd unaniem door de
VN-Veiligheidsraad aangenomen op 13 augustus 2003.

## Achtergrond
In 1994 braken in de Democratische Republiek Congo etnische onlusten uit die onder meer
werden veroorzaakt door de vluchtelingenstroom uit de buurlanden Rwanda en Burundi.
In 1997 beëindigden rebellen de lange dictatuur van Mobutu en werd
Kabila de nieuwe president.
In 1998 escaleerde de burgeroorlog toen andere rebellen Kabila probeerden te verjagen. Zij zagen zich
gesteund door Rwanda en Oeganda.
Toen hij in 2001 omkwam bij een mislukte staatsgreep werd hij opgevolgd door zijn zoon.
Onder buitenlandse druk werd afgesproken verkiezingen te houden die plaatsvonden in 2006 en gewonnen
werden door Kabila.
Intussen zijn nog steeds rebellen actief in het oosten van Congo en blijft de situatie er gespannen.

## Inhoud

### Waarnemingen
Er kwam intussen vooruitgang in de politieke situatie in Congo en er was een overgangsregering
opgezet. Desondanks bleef de plundering van 's lands natuurlijke rijkdommen in vooral
het oosten van het land. Daarover had het panel van experts,
dat die kwestie onderzocht, een rapport afgeleverd.

### Handelingen
De Secretaris-Generaal werd gevraagd het mandaat van dat
panel te verlengen tot 31 oktober. De Veiligheidsraad eiste opnieuw dat alle landen de illegale ontginning
van Congolese grondstoffen beëindigden.

## Verwante resoluties
- Resolutie 1489 Veiligheidsraad Verenigde Naties
- Resolutie 1493 Veiligheidsraad Verenigde Naties
- Resolutie 1501 Veiligheidsraad Verenigde Naties
- Resolutie 1522 Veiligheidsraad Verenigde Naties (2004)

Lijst ·  1455 ·  1456 ·  1457 ·  1458 ·  1459 ·  1460 ·  1461 ·  1462 ·  1463 ·  1464 ·  1465 ·  1466 ·  1467 ·  1468 ·  1469 ·  1470 ·  1471 ·  1472 ·  1473 ·  1474 ·  1475 ·  1476 ·  1477 ·  1478 ·  1479 ·  1480 ·  1481 ·  1482 ·  1483 ·  1484 ·  1485 ·  1486 ·  1487 ·  1488 ·  1489 ·  1490 ·  1491 ·  1492 ·  1493 ·  1494 ·  1495 ·  1496 ·  1497 ·  1498 ·  1499 ·  1500 ·  1501 ·  1502 ·  1503 ·  1504 ·  1505 ·  1506 ·  1507 ·  1508 ·  1509 ·  1510 ·  1511 ·  1512 ·  1513 ·  1514 ·  1515 ·  1516 ·  1517 ·  1518 ·  1519 ·  1520 ·  1521